# Песни со второго этажа
«Песни со второго этажа» (швед. Sånger från andra våningen) — кинофильм шведского режиссёра Роя Андерссона. Мировая премьера фильма состоялась в мае 2000 года. Фильм представляет собой первую часть трилогии, куда входят также картины  «Ты, живущий» и «Голубь сидел на ветке, размышляя о бытии».

## Сюжет
Фильм представляет собой сюрреалистический трагифарс, который рассказывает о событиях в стране, охваченной кризисом. Различные персонажи по-своему реагируют на эту ситуацию: кто-то сжигает свою фирму, чтобы получить страховку; другие попадают в сумасшедший дом; улицы заполняют толпы людей, занимающихся самобичеванием. Правительство, не знающее, что делать, идёт на крайние меры — приносит в жертву «цветущую юность».

## В ролях
- Ларс Норд — Калле
- Стефан Ларссон — Стефан
- Бенгт Карлссон — Леннарт
- Торбьёрн Фальстрём — менеджер Пелле Вигерт
- Стен Андерссон — Лассе
- Петер Рот — Томас
- Лучо Вучина — фокусник
- Пер Йорнелиус — распиленный человек
- Клас Йоста Ульссон — полковник, пишущий речи
- Хассе Сёдерхольм — 100-летний генерал

## Награды
- 2000 — Приз жюри (закрывающий фильм конкурсной программы) Каннского кинофестиваля (Рой Андерссон)
- 2000 — Приз кинокритиков на Норвежском международном кинофестивале (Рой Андерссон)
- 2001 — пять премий «Золотой жук»: лучший фильм (Лиза Алверт), лучший режиссёр (Рой Андерссон), лучший сценарий (Рой Андерссон), лучшая операторская работа (Иштван Борбас, Йеспер Клевенас), лучший звук (Ян Альвемарк)
- 2001 — Премия британского независимого кино за лучший зарубежный независимый фильм
- 2001 — Приз кинозрителей на кинофестивале имени братьев Манаки в Македонии (Иштван Борбас)
- 2002 — Премия «Бодил» за лучший неамериканский фильм (Рой Андерссон)

## Критика
- «Каждая сцена этого фильма как будто сделана эксклюзивно, тщательно и на отдельный заказ. Все они в совокупности составляют восхитительный кинопортрет, который заполняет собой каждый миллиметр экрана», — Movie Magazine International.
- «Фильм совершенно оригинален, а его образы настолько глубоки и выразительны, что врезаются в память», — Premiere.
- «„Песни со второго этажа“ — ценнейшее и редчайшее киновпечатление», — San Francisco Examiner.
- «Эксклюзивный режиссёрский стиль и безукоризненное чувство юмора. „Песни“ виртуозно утоляют жажду по другому кино, старому, доброму, авторскому стилю», — «Ваш досуг».
- «Запредельно чёрная сюрреалистическая комедия — реальная сенсация Каннского фестиваля», — ОМ.
- «„Песни“ оказались вещью с большой буквы: полуторачасовая некрофильская вариация на тему диссидентского стиха перуанца Сесара Вальехо „Благословен будь сидящий“, осуществлённая в виде 52-х сумрачных tableaux vivants, переполненных по-скандинавски меланхолическим отчаянием и апокалиптическими предзнаменованиями», — «Искусство кино».